# Eremarionta indioensis
Eremarionta indioensis är en snäckart som först beskrevs av Harris Oliver Yates 1890.  Eremarionta indioensis ingår i släktet Eremarionta och familjen Helminthoglyptidae. Inga underarter finns listade i Catalogue of Life.